# Gai Corneli
Gai Corneli (en llatí Caius Cornelius) va ser un cavaller romà i un dels conspiradors de Catilina. Formava part de la gens Cornèlia.
Va planejar l'assassinat de Ciceró juntament amb Luci Vargunteu l'any 63 aC, però l'intent es va frustrar, ja que Ciceró va rebre informació dels plans a través de Fúlvia i Quint Curi. Quan posteriorment va ser acusat no va trobar ningú per defensar-lo, però es va escapar de l'execució a canvi de donar informació de la conjura. Quan Publi Sul·la va ser acusat de participar en la conjura (62 aC) Corneli va enviar el seu fill a testificar contra ell.